# Polyyne

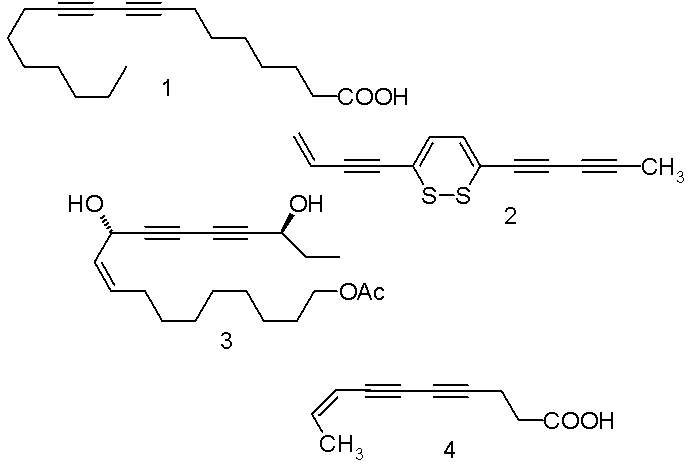
Quelques polyynes naturels, : (1) un acide gras des loranthacées ; (2) thiarubrine B, un pigment de la grande herbe à poux ; (3) oplopandiolacétate du bois piquant ; (4) acide dihydromatricarique des cantharidés.

Un polyyne est un composé organique possédant une chaîne carbonée caractérisé par au moins deux triples liaisons carbone-carbone alternant avec des liaisons simples. Le plus simple des polyynes est le butadiyne, ou diacétylène, de structure HC≡C–C≡CH.
Les polyynes présentent, comme les cumulènes, une chaîne organique rigide, ce qui permet d'envisager de possibles applications en nanotechnologie moléculaire. Ils sont présents dans le milieu interstellaire, plus précisément dans les nuages moléculaires, par exemple sous forme de grands anions hexatriynyle C6H− et octatétraynyle, C8H−.
Les polyynes les plus longs synthétisés en 2010 comprenaient une chaîne de 44 atomes correspondant à l'alternance de 22 liaisons acétyléniques terminée par des groupes triméthylsilyle Si(CH3)3.
Le polyyne de longueur infinie correspond à l'insaisissable composé appelé carbyne ou « carbone acétylénique linéaire » qui serait l'un des allotropes du carbone, avec un module de Young 40 fois supérieur à celui du diamant.
Les polyynes naturels présentent certaines propriétés médicinales qui suscitent l'intérêt de la recherche industrielle pour développer des voies de synthèse organique permettant de les produire en quantité significative. Les réactions investiguées reposent souvent sur un couplage de Cadiot-Chodkiewicz.